# Időutazás Illés szekerén
Az Időutazás Illés Szekerén 2000-ben jelent meg, válogatás az Illés-együttes számaiból.
A CD1 első száma nem Illés felvétel: Szörényi Levente gitárszólója Németh Lehel és a Mediterrán együttes 1963-as lemezén (EP 7257)

A CD1 2. és 3. számánál az Illés együttesnek még nem tagja a Szörényi testvérek és Pásztory Zoltán.

A CD1 negyedik száma csak demoban létezett, eredetileg a budapesti Rákóczi úton egy maszek stúdióban vette fel Szörényi Szabolcs, Szörényi Levente és Pásztory Zoltán. Később ezt a dalt részben beintegrálták az Itt állok egymagamban című számba. 

A CD1 6.-9. számában a dobnál Körmendy János, szaxofon Illés Károly. 

A CD1 15. száma Kovács Kati éneke, kísér az Illés együttes.

## Az album dalai
Minden dal Szörényi Levente és Bródy János szerzeménye, kivéve azok, ahol a szerzőség jelölve van.
CD1: Mindig veled
1. Apache  (Jerry Lordan) – 2:54
2. '64  (Illés Lajos) – 1:58
3. Ostinato  (Illés Lajos) – 2:53
4. Alvajáró  (Szörényi Levente-Hajnal István) -2:42
5. Itt állok egymagamban – 2:38
6. Protonok tánca (Illés Lajos) – 2:38
7. Séta az arany húrokon  (Szörényi Levente) -2:41
8. Little Baby  (Shannon–Bennet) – 2:26
9. Bucket Seats  (Routers) – 2:09
10. Táskarádió (Fényes Szabolcs–Bacsó Péter) – 2:15
11. Óh, mondd – 2:24
12. Még fáj minden csók – 2:40
13. Nézz rám – 2:24
14. Nem volt soha senkim  (Illés Lajos-S. Nagy István) – 2:35
15. Többé ne telefonálj  (Illés Lajos-S. Nagy István) -2:47
16. Ne gondold – 2:47
17. Nehéz az út – 2:56
18. Amikor én még kissrác voltam – 2:51
19. Budapest – London  (Illés együttes) – 5:31
20. Koszos kisfiú  (Szörényi Levente) – 3:04
21. Elvonult az Illés (TV-showban elhangzott átirat) (Illés együttes) – 8:46
22. Elvonult a vihar – 4:19

CD2: Ne sírjatok lányok
1. Légy jó kicsit hozzám – 3:14
2. Igen – 3:14
3. Nem érti más, csak én – 4:18
4. Még fáj minden csók – 2:50
5. A bolond lány – 3:57
6. Téli álom – 3:31
7. Miért hagytuk, hogy így legyen (Illés Lajos-Bródy János) – 2:46
8. Nem érdekel, amit mondsz – 3:03
9. Holdfény '69 – 4:01
10. Láss, ne csak nézz – 3:15
11. Eltávozott nap – 4:02
12. Ne sírjatok lányok! – 3:13
13. Légy jó kicsit hozzám – 3:39
14. Európa csendes  (Szörényi Levente-Petőfi Sándor) – 3:17
15. Gondolj néha rám – 3:25
16. Új világ – 5:24
17. Kenyér és vér – 4:12
18. Little Richard – 2:52
19. Ta-tarada-dam – 3:46

## Közreműködők
- Illés Lajos – billentyű, ének
- Szörényi Levente – ének, gitár, vokál
- Szörényi Szabolcs – ének, basszusgitár, vokál
- Bródy János – gitár, ének
- Pásztory Zoltán – dob, ütőhangszerek
- Illés Károly – szaxofon
- Körmendy János – dob
- Kovács Kati – ének